# Baryssinus marisae
Baryssinus marisae är en skalbaggsart som beskrevs av Martins och Monné 1974. Baryssinus marisae ingår i släktet Baryssinus och familjen långhorningar. Inga underarter finns listade.